# Pie in the Sky (serie televisiva)
Pie in the Sky  è una serie televisiva britannica in 40 episodi trasmessi per la prima volta nel corso di 5 stagioni dal 1994 al 1997.
È una serie poliziesca leggera incentrata su Henry Crabbe, che oltre a servire come poliziotto (contro la sua volontà dato che vorrebbe ritirarsi, ma i suoi superiori non acconsentono) gestisce, da capocuoco, il suo ristorante Pie in the Sky nella città fittizia inglese di Middleton.

## Personaggi e interpreti
- Henry Crabbe (40 episodi, 1994-1997), interpretato da	Richard Griffiths.
- Margaret Crabbe (33 episodi, 1994-1997), interpretata da	Maggie Steed.
- ACC Freddy Fisher (33 episodi, 1994-1997), interpretato da	Malcolm Sinclair.
- Leon Henderson (27 episodi, 1994-1997), interpretato da	Nick Raggett.
- DS Sophia Cambridge (26 episodi, 1994-1996), interpretata da	Bella Enahoro.
- Nicola (22 episodi, 1995-1996), interpretata da	Samantha Womack.
- Steve Turner (21 episodi, 1994-1995), interpretato da	Joe Duttine.
- Gary Palmer (20 episodi, 1995-1997), interpretato da	Nicholas Lamont.
- John (20 episodi, 1994-1995), interpretato da	Ashley Russell.
- Linda (10 episodi, 1994), interpretata da	Alison McKenna.
- Sally (8 episodi, 1997), interpretata da	Marsha Thomason.
- WPC Jane Morton (7 episodi, 1997), interpretata da	Mary Woodvine.
- PC Ed Guthrie (7 episodi, 1997), interpretato da	Derren Litten.
- Braithwaite (3 episodi, 1996-1997), interpretato da	Robert Putt.
- Jenny Drabble (3 episodi, 1996-1997), interpretata da	Caroline Loncq.

## Produzione
La serie, ideata da Andrew Payne, fu prodotta da British Broadcasting Corporation, Nicework, SelecTV e Witzend Productions e girata in Inghilterra. Le musiche furono composte da Colin Towns.

### Registi
Tra i registi della serie sono accreditati:
- Martin Hutchings in 6 episodi (1994-1996)
- David Innes Edwards in 5 episodi (1996-1997)
- Lawrence Gordon Clark in 4 episodi (1994-1995)
- Colin Gregg in 4 episodi (1994)
- Danny Hiller in 4 episodi (1995-1996)
- Jim Hill in 3 episodi (1995)
- Bill Pryde in 3 episodi (1996-1997)
- George Case in 2 episodi (1994)
- Keith Boak in 2 episodi (1996)
- Malcolm Mowbray in 2 episodi (1996)
- Rob Evans in 2 episodi (1997)

## Distribuzione
La serie fu trasmessa nel Regno Unito dal 13 marzo 1994 al 17 agosto 1997 sulla rete televisiva BBC1. In Italia sono stati trasmessi 32 episodi con il titolo Pie in the Sky.

## Episodi
| Stagione         | Episodi | Prima TV UK |
| ---------------- | ------- | ----------- |
| Prima stagione   | 10      | 1994        |
| Seconda stagione | 10      | 1995        |
| Terza stagione   | 6       | 1995-1996   |
| Quarta stagione  | 6       | 1996        |
| Quinta stagione  | 8       | 1997        |